# Trygve Haavelmo
Trygve Magnus Haavelmo (13. prosince 1911 Skedsmo – 28. července 1999 Oslo) byl norský ekonom zabývající se převážně ekonometrií, který v roce 1989 získal Cenu Švédské národní banky za rozvoj ekonomické vědy na památku Alfreda Nobela za „objasnění pravděpodobnostních základů ekonometrie a za analýzu simultánních ekonomických struktur“. Mezi lety 1948–79 byl profesorem ekonomie na Univerzitě v Oslu.